# Línea N0 de Nitbus
La N0 es una línea de autobús nocturno de Barcelona, conocida como NitBus. Forma parte del servicio de transporte público que opera durante las horas nocturnas para facilitar la movilidad en la ciudad.

## Recorrido
Esta línea realiza un recorrido circular con origen y final en la Plaça Portal de la Pau. Recorre los principales puntos de interés de Barcelona, como Las Ramblas, el Port Vell, el Barceloneta y el Parc de la Ciutadella.

## Frecuencia
La frecuencia de paso varía según la hora, pero generalmente pasa cada 20-30 minutos.

## Horario
El horario de funcionamiento del NitBus N0 suele ser de 22:00 a 6:00 horas, aunque es recomendable consultar los horarios actualizados en la web oficial para evitar sorpresas.